# Haydn y Mozart
Los compositores austriacos del siglo XVIII Wolfgang Amadeus Mozart y Joseph Haydn fueron amigos. Sus relaciones no están muy bien documentadas, pero las evidencias de que cada uno disfrutó de la compañía del otro y de que respetaban enormemente sus respectivas obras son notorias.

## Orígenes
Haydn era ya un compositor famoso cuando Mozart era un niño. Sus seis Cuartetos de cuerda, Op. 20 (1772), conocidos como los "Cuartetos del Sol", circulaban ampliamente y es posible que, como afirma Charles Rosen, inspirasen los Cuartetos vieneses que Mozart escribió a los diecisiete años de edad durante una visita a Viena en 1773.
Ambos compositores no tuvieron probablemente oportunidad de conocerse hasta después de que Mozart se trasladase permanentemente a Viena en 1781. Haydn fue requerido para residir durante la mayor parte del tiempo en el remoto palacio de Eszterháza en Hungría, donde prefería vivir su mecenas, el príncipe Nikolaus Esterházy. Durante los meses de invierno, el príncipe se trasladaba al Schloss Esterházy, antiguo palacio de su familia en Eisenstadt, llevándose a Haydn consigo. En estos periodos, es posible que Haydn hiciese breves visitas a Viena, ubicada a unos 40 km de allí.

## Encuentro
Se piensa que Mozart y Haydn se conocieron muy probablemente en 1783-1784, quizás en una interpretación (28 y 30 de marzo de 1784) del oratorio Il ritorno di Tobia de Haydn. En esta época, Haydn era el compositor más célebre de Europa, y la propia reputación de Mozart estaba creciendo definitivamente. Su ópera El rapto en el serrallo había sido estrenada con un gran éxito en Viena y estaba a punto de interpretarse en muchas otras ciudades. Haydn tendría unos cincuenta y dos años de edad entonces, y Mozart alrededor de veintiocho.

## Tocando música de cámara
Jens Peter Larsen sugiere que «la interpretación de cuartetos fue central en el contacto entre Haydn y Mozart», aunque la documentación sobre las ocasiones en las que ambos compositores tocaron o escucharon cuartetos u otra música de cámara juntos es escasa. Una crónica sobre uno de estos encuentros se relata en las Reminiscences (1826) del tenor Michael Kelly:

Stephen Storace dio una fiesta con un cuarteto para sus amigos. Los intérpretes eran pasables; pero uno de ellos sobresalía en el instrumento que tocaba, pero existía un pequeño conocimiento entre ellos, que me atrevo a decir que será reconocida cuando los nombre:

El primer violín:.........................Haydn.
"  segundo violín:......................Barón Dittersdorf.
"  violoncello..............................Vanhal.
"  viola........................................Mozart.

...Yo estaba allí, y un mejor trato, o más extraordinario, no puede ser imaginado.

Tanto Dittersdorf como Vanhal, aunque en ese momento menos que antes, eran compositores conocidos en la época.
El compositor Maximilian Stadler también recordaba las ejecuciones de música de cámara en las que participaron Mozart y Haydn:  los dos tomaron las partes de viola en las interpretaciones de los quintetos de Mozart, KV 515, KV 516, y KV 593.

## Opinión de Haydn sobre Mozart
Haydn exaltaba profusamente a Mozart, sin celos, ante sus amigos. Por ejemplo, escribió a Franz Rott:

Si sólo pudiese recalcar las inimitables obras de Mozart en el alma de cada uno de los amigos de la música, y sobre las almas de los personajes elevados en particular, tan profundamente como el mismo entendimiento musical y el mismo sentimiento profundo con los que yo los entiendo y siento, las naciones competirían las unas con las otras para poseer tal joya.

Al musicólogo Charles Burney, Haydn dijo «en ocasiones he sido halagado por mis amigos con tener algo de genio, pero él era muy superior».
En otra carta a su amiga Marianne von Genzinger, Haydn confesó que soñaba con la obra de Mozart, escuchando felizmente la interpretación de la ópera de Mozart Las bodas de Fígaro.

## Opinión de Mozart sobre Haydn
Uno de los primeros biógrafos de Mozart, Franz Niemetschek, que entrevisto a la viuda de Mozart, Constanze, describe el aprecio que Mozart sentía por Haydn. En un pasaje de su biografía, afirma:

La gran estima [que sentía] hacia el verdadero mérito, y una muy buena opinión para el [mérito] individual, influenciaron sus juicios acerca de las obras de arte. Siempre se emocionaba cuando hablaba de los dos Haydn o de otros grandes maestros.

Mediante el uso del plural, Niemetschek se refiere también al hermano de Joseph, Michael, que fue amigo de Mozart durante sus años en Salzburgo.
Niemetschek recoge una célebre anécdota:

En una fiesta privada, se estaba interpretando una nueva obra de Joseph Haydn. Además de Mozart, había presentes un buen número de otros músicos, entre ellos un hombre seguro de sí mismo del que nunca se había escuchado elogiar a nadie salvo a sí mismo. Estaba de pie, al lado de Mozart y comenzó a buscarle defectos a la pieza [que estaban escuchando]. Durante un tiempo, Mozart escuchó pacientemente: cuando [Mozart] ya no podía aguantar más y el hombre dijo en un arrebato de orgullo:  «Yo no podría haber hecho esto», Mozart replicó:  «Yo tampoco podría pero, ¿sabéis por qué? Porque ninguno de nosotros podría haber imaginado una pieza tan apropiada.»

Niemetschek añade, «mediante esta observación se creó un nuevo enemigo irreconciliable».

## Los cuartetos dedicados a Haydn
Los Cuartetos dedicados a Haydn de Mozart (KV 387, KV 421, KV 428, KV 458, KV 464 y KV 465) fueron escritos durante los primeros años de su amistad y publicados en 1785. Estas obras están pensadas para albergar influencias estilísticas de los Cuartetos de cuerda, Op. 33, que habían aparecido en 1781. La dedicatoria de Mozart a Haydn que acompaña a los seis cuartetos es inusual, ya que lo más frecuente era dedicar una serie de piezas a un personaje de la aristocracia:

A mi querido amigo Haydn,

Un padre que había decidido mandar a sus hijos al ancho mundo consideró que era su deber confiarlos a la protección y orientación de un hombre muy célebre, especialmente cuando el último en buena fortuna era al mismo tiempo su mejor amigo. He aquí por tanto, oh gran hombre y querido amigo, estos seis hijos míos. Son, en verdad, el fruto de un largo y laborioso trabajo, aunque la esperanza de que sería en parte recompensado, que varios amigos me inspiraron, me animó, y me enorgullezco de que estos vástagos sirvan para proporcionarme consuelo algún día. Tú, tú mismo, querido amigo, háblame de tu satisfacción por ellos durante tu última visita a esta capital [Viena]. Es esta indulgencia hacia todos ellos la que me lleva a encomendártelos y me alienta a confiar en que no te resultarán completamente indignos de tu favor. Puede que por el contrario tengas a bien recibirlos amablemente y ¡ser su Padre, Guía y Amigo! Desde este momento te transfiero todos mis derechos sobre ellos, rogándote que contemples indulgentemente los defectos que la parcialidad del ojo de un Padre me impide ver, y a pesar de ellos [los posibles defectos a los que hace referencia] continues en tu generosa Amistad hacia quien tan gratamente los valora [id est, hacia el propio Mozart], esperándola me encuentro [la amistad con Haydn], con todo mi Corazón, mi querido Amigo, tu más Sincero Amigo,

W.A. Mozart

Por su parte, Haydn estaba muy impresionado con la nueva obra de Mozart. Haydn escuchó los cuartetos por primera vez el 15 de enero de 1785, en la que Mozart interpretó lo cuartetos con «mi querido amigo Haydn y otros buenos amigos». En una segunda ocasión, el 12 de febrero, se interpretaron los tres últimos cuartetos. El padre de Mozart, Leopold, estaba presente, ya que había venido desde Salzburgo de visita. Fue entonces cuando Haydn hizo a Leopold el célebre comentario: 

Ich sage ihnen vor Gott, als ein ehrlicher Mann, ihr Sohn ist der größte Componist, den ich von Person und den Nahmen nach kenne: er hat geschmack, und über das die größte Compositionswissenschaft.
Ante Dios, y como un hombre honesto, os digo que vuestro hijo es el compositor más grande que he conocido, ya sea de nombre o personalmente. Tiene gusto, y, lo que es más, el más profundo conocimiento de la composición.
Carta de Leopold Mozart a su hija Maria Anna del 16 de febrero de 1785

Es probable que Mozart apreciase el comentario, especialmente por las dudas que expresaba con frecuencia su padre acerca de la idoneidad del camino que había tomado su carrera.

## Francmasonería
Es posible que fuese Mozart quien intentó iniciar a Haydn en la francmasonería. Mozart se unió a la logia llamada Zur Wohltätigkeit (en alemán, «La beneficencia») el 14 de diciembre de 1784, y Haydn entró en la logia Zur wahren Eintracht (en alemán, «La verdadera concordia») el 29 de diciembre de 1784. Los libros de registro de las logias muestran que Mozart acudió con frecuencia a Zur wahren Eintracht como visitante. La ceremonia de admisión de Haydn tuvo lugar el 11 de febrero de 1785; Mozart no pudo asistir debido a que tenía un concierto esa noche.
Aunque Mozart fue un entusiasta masón a lo largo de toda su vida, no lo fue tanto Haydn; de hecho, no existe ninguna evidencia de que asistiese a alguna reunión después de haber sido admitido, y fue suspendido de sus funciones en la logia en 1787.

## Haydn como mentor de Mozart
Mozart no necesitaba un mentor en muchos aspectos en el momento en el que conoció a Haydn; tenía éxito y durante la mayor parte de su vida hasta el momento había estado bajo la activa tutela de su padre Leopold. Sin embargo, dos aspectos del archivo histórico sugieren que el compositor de mayor edad tomó en cierto modo a Mozart bajo su protección y le ofreció consejo.
En primer lugar, durante los primeros años en Viena, cuando Mozart recibió del Barón van Swieten el consejo de abordar el estudio del contrapunto barroco, Haydn le prestó su copia personal del famoso tratado de contrapunto Gradus ad Parnassum, de Johann Joseph Fux, una copia que contenía gran cantidad de anotaciones del propio Haydn.
En segundo lugar, como muchos otros músicos más jóvenes, Mozart se dirigió a Haydn con el término honorífico de «Papá».

## Tratamiento
El alemán tiene dos clases de pronombre de segunda persona, una (Sie, Ihnen, Ihr, etc.) para relaciones relativamente formales (equivalente a la forma española «usted»), la otra (du, dich, dir, etc.) para relaciones más personales o situaciones más coloquiales (equivalente a la forma española «tú»). Otto Jahn, en su biografía de Mozart de 1856, relata que Haydn y Mozart usaban los pronombres du cuando conversaban, a pesar de que tal costumbre no era frecuente en la época para dos personas de edades tan diferentes, de ahí la evidencia de que entre ellos existía una gran amistad. Jahn contó con el testimonio de la cuñada de Mozart, Sophie Haibel, así como del amigo y biógrafo de Haydn Georg August Griesinger.

## La partida de Haydn a Londres
Haydn vio a Mozart por última vez en los días previos a su partida a Londres en diciembre de 1790. El célebre relato de su último encuentro puede hallarse en la biografía de Albert Christoph Dies, que entrevistó al anciano Haydn quince años después: del evento

El [patrón de Haydn] príncipe Anton Esterházy le dio permiso para que realizase el viaje al principio, pero no estaba tan seguro cuando los amigos de Haydn le hicieron preocuparse por él [...] le recordaron su edad (sesenta años), las incomodidades de un viaje tan largo, y muchas otras cosas para debilitar su resolución. ¡Pero en vano!  Mozart especialmente se apenó mucho cuando le dijo, «¡Papa!» como lo llamaba usualmente, «no estás preparado para el ancho mundo, y hablas muy pocas lenguas.»

«Oh», replicó Haydn, «¡mi lengua se entiende en todo el mundo [refiriéndose a la música]!» [...]

Cuando Haydn puso en orden [...] sus asuntos personales, fijo su partida el 15 de diciembre de [1790], en compañía del empresario Johann Peter Salomon. Mozart pasó todo el día con su amigo Haydn. Cenó con él y en el momento de partir, dijo: «Probablemente este sea nuestro último adiós en esta vida». Lágrimas brotaron de los ojos de ambos. Haydn estaba profundamente conmovido, aplicó a sí mismo las palabras de Mozart, pero al final fue el hilo de la vida de Mozart el primero en ser cortado por la inexorable Parca al año siguiente.

Griesinger da una explicación diferente, y probablemente menos idealizada, del mismo encuentro:

Mozart dijo a Haydn, durante un feliz almuerzo con Salomon, «No aguantarás mucho y probablemente vuelvas pronto, porque no eres muy joven». «Pero aún soy vigoroso y tengo buena salud», respondió Haydn. Tenía en ese momento casi cincuenta y nueve años, y no consideraba necesario ocultar este hecho. Si Mozart no hubiese fallecido prematuramente el 5 de diciembre de 1791, podría haber ocupado el lugar de Haydn en los conciertos de Salomon de 1794.

## La muerte de Mozart
Haydn, aún se encontraba en Londres un año más tarde cuando conoció la noticia de la muerte de Mozart, estaba consternado; escribió a su amigo común, Michael Puchberg, «durante algún tiempo estaba que no cabía en mí por su muerte, y no podía creer que la Providencia debiese llamar tan rápido a un hombre irremplazable por el mundo venidero». Haydn escribió a Constanze Mozart ofreciéndole ocuparse de la instrucción musical de su hijo cuando alcanzase la edad apropiada.